# SLC25A17
SLC25A17 (англ. Solute carrier family 25 member 17) – білок, який кодується однойменним геном, розташованим у людей на короткому плечі 22-ї хромосоми. Довжина поліпептидного ланцюга білка становить 307 амінокислот, а молекулярна маса — 34 567.
| 10         |  | 20         |  | 30         |  | 40         |  | 50         |
| ---------- |  | ---------- |  | ---------- |  | ---------- |  | ---------- |
| MASVLSYESL |  | VHAVAGAVGS |  | VTAMTVFFPL |  | DTARLRLQVD |  | EKRKSKTTHM |
| VLLEIIKEEG |  | LLAPYRGWFP |  | VISSLCCSNF |  | VYFYTFNSLK |  | ALWVKGQHST |
| TGKDLVVGFV |  | AGVVNVLLTT |  | PLWVVNTRLK |  | LQGAKFRNED |  | IVPTNYKGII |
| DAFHQIIRDE |  | GISALWNGTF |  | PSLLLVFNPA |  | IQFMFYEGLK |  | RQLLKKRMKL |
| SSLDVFIIGA |  | VAKAIATTVT |  | YPLQTVQSIL |  | RFGRHRLNPE |  | NRTLGSLRNI |
| LYLLHQRVRR |  | FGIMGLYKGL |  | EAKLLQTVLT |  | AALMFLVYEK |  | LTAATFTVMG |
| LKRAHQH    |  |            |  |            |  |            |  |            |

A: Аланін

C: Цистеїн

D: Аспарагінова кислота

E: Глутамінова кислота

F: Фенілаланін

G: Гліцин

H: Гістидин

I: Ізолейцин

K: Лізин

L: Лейцин

M: Метіонін

N: Аспарагін

P: Пролін

Q: Глутамін

R: Аргінін

S: Серин

T: Треонін

V: Валін

W: Триптофан

Задіяний у такому біологічному процесі, як транспорт. 
Локалізований у цитоплазмі, мембрані, пероксисомах.